# Katherine Tai
Katherine Tai (chiń. trad. 戴琪; pinyin Dài Qí; ur. 18 marca 1974 w Connecticut) – amerykańska prawniczka pochodzenia tajwańskiego, od 18 marca 2021 do 20 stycznia 2025 przedstawicielka Stanów Zjednoczonych do spraw handlu.

## Życiorys

### Młodość i edukacja
Tai urodziła się w stanie Connecticut, a dorastała w Waszyngtonie. Uczęszczała do Sidwell Friends School. Uzyskała tytuł bachelor’s degree na Uniwersytecie Yale i stopień Juris Doctor na Harvard Law School. W latach 1996–1998 uczyła języka angielskiego na Uniwersytecie Sun Yat-sen.

### Praca zawodowa
W latach 2007–2014 pracowała w biurze radcy prawnego przedstawiciela Stanów Zjednoczonych do spraw Handlu, od 2011 do 2014 roku pełniła funkcję głównej prawniczki tego biura. W 2014 roku została doradczynią do spraw handlu United States House Committee on Ways and Means, 3 lata później (w 2017 roku) została główną doradczynią do spraw handlu tej komisji Izby Reprezentantów. Pełniła ważną rolę w negocjacjach Izby Reprezentantów z ówczesnym prezydentem Stanów Zjednoczonych Donaldem Trumpem nt. Umowy Stany Zjednoczone-Meksyk-Kanada.
10 grudnia 2020 Katherine Tai została nominowana przez Joego Bidena na przedstawicielkę Stanów Zjednoczonych do spraw Handlu. 17 marca 2021 jej kandydatura została jednogłośnie (stosunkiem głosów 98–0) zatwierdzona przez Senat Stanów Zjednoczonych. Dzień później (18 marca) została zaprzysiężona przez wiceprezydent Kamalę Harris.

## Życie prywatne
Katherine Tai biegle mówi po mandaryńsku. Jej rodzice pochodzą z Tajwanu. 